# Love Finds a Way
«Love Finds a Way» — американский короткометражный драматический фильм Дэвида Уорка Гриффита.

## Сюжет
Отважный рыцарь влюблён в дочь герцога и это чувство взаимно, но герцог заставляет её выйти замуж за другого, и рыцарь придумывает хитрый план, чтобы это не допустить этого...

## В ролях
| Актёр            | Роль            |
| ---------------- | --------------- |
| Анита Хендри     | герцогиня       |
| Артур В. Джонсон | герцог          |
| Мэрион Леонард   | их дочь         |
| Гарри Солтер     |                 |
| Чарльз Инсли     |                 |
| Линда Арвидсон   | леди в ожидании |
| Чарльз Эйвери    |                 |
| Джон Р. Кампсон  | лакей           |
| Джордж Гебхардт  |                 |
| Дэвид Майлз      | министр         |